# Pulvinaria simplex
Pulvinaria simplex är en insektsart som beskrevs av King in Hofer 1903. Pulvinaria simplex ingår i släktet Pulvinaria och familjen skålsköldlöss.
Artens utbredningsområde är Schweiz. Inga underarter finns listade i Catalogue of Life.